# Michel Pirus
 (septembre 2016).
Si vous disposez d'ouvrages ou d'articles de référence ou si vous connaissez des sites web de qualité traitant du thème abordé ici, merci de compléter l'article en donnant les références utiles à sa vérifiabilité et en les liant à la section « Notes et références ».
Michel Pirus, dit Pirus, né à Thionville le 21 février 1962 est un auteur de bande dessinée et illustrateur français.

## Biographie
Inscrit à l'école des beaux-arts de Reims, il s'intéresse d'abord au cinéma. Il collabore à la revue Métal hurlant entre 1984 et 1987, notamment avec la série Champagne et gâteaux secs. En 1989, il publie avec Jean-Pierre Dionnet l'album Rose Profond, album dont le héros, assez proche de Mickey Mouse, voit sa légende détruite lorsqu'il commet un crime : saoul, il viole son éternelle et chaste fiancée. Avec Mezzo au dessin, Pirus scénarise Les Désarmés, Deux tueurs, le recueil Un monde étrange, Mickey Mickey et la trilogie du Roi des mouches. Avec Charlie Schlingo, dont c'est le dernier album, il dessine Canetor. Michel Pirus a participé au Comix 2000. En tant qu'illustrateur, il participe à des campagnes publicitaires. En 2008, il participe comme scénariste au film d'animation collectif Peur(s) du noir.

## Publications
- Rose profond, scénario de Jean-Pierre Dionnet, Éd. Albin Michel, 1989  (ISBN 2226035591)
- Les Désarmés, dessin de Mezzo, Éd. Zenda :
  - Tome 1, 1991  (ISBN 2876871009)
  - Tome 2, 1993  (ISBN 2876871319)
  - Intégrale, couleur de Véronique Dorey (sous le pseudonyme de Ruby), Éd. Drugstore (Glénat), 2010  (ISBN 9782723472845)
- Deux tueurs, dessin de Mezzo, Éd. Delcourt, 1995  (ISBN 2840550652)
- Plip la planète rectangle, Éd. Delcourt, 1995  (ISBN 2840550695)
- Un monde étrange, dessin de Mezzo, Éd. Delcourt, 1996  (ISBN 2840550938)
- Mickey, Mickey, dessin de Mezzo, Éd. Delcourt, 1997  (ISBN 2840551519)[2]
- Le Roi des mouches 1 : Hallorave, dessin de Mezzo, couleur de Ruby, Éd. Albin Michel, 2005  (ISBN 2226155317)
- Canetor, scénario de Charlie Schlingo), Éd. Les Requins Marteaux, 2006  (ISBN 2849610526)
- Le Roi des mouches 2 : L'Origine du monde, dessin de Mezzo, couleur de Ruby, Éd. Drugstore (Glénat), 2008  (ISBN 9782356260468)
- Le Roi des mouches 3 : Sourire suivant, dessin de Mezzo, couleur de Ruby, Éd. Glénat, 2013  (ISBN 978-2-7234-72463)

## Récompense
- 2008 : Prix de la BD du Point, avec Mezzo, pour Le Roi des mouches, tome 2 : L'Origine du monde[3].
- 2013 : prix Jacques Lob du Festival Bd Boum